# Mimosa uncinata
Mimosa uncinata là một loài thực vật có hoa trong họ Đậu. Loài này được Sesse & Moc. miêu tả khoa học đầu tiên.